# Jacob Mchangama
Jacob Jomo Danstrøm Mchangama (født 15. februar 1978) er en dansk jurist og samfundsdebattør. I perioden 2008-2013 var han chefjurist i tænketanken CEPOS, og er nu direktør i tænketanken Justitia.

## Opvækst og uddannelse
Mchangama er søn af en dansk mor og en far, der kommer fra øgruppen Comorerne mellem Madagaskar og det afrikanske kontinent. Faderen var frihedskæmper som ung, var fængslet i flere år for sine synspunkter og flygtede til Danmark, hvor han i 1976 mødte Jacobs mor. Jacob fik mellemnavnet Jomo efter den kenyanske frihedshelt Jomo Kenyatta. De første seks år af hans liv boede familien i et venstreorienteret kollektiv på Østerbro. Da Mchangama var seks år, blev hans forældre skilt, og faren flyttede tilbage til Comorerne, mens Mchangama og hans mor flyttede til en anden del af Østerbro.
Jacob Mchangama er uddannet jurist fra Københavns Universitet. Han har tillige en europæisk mastergrad i "Human Rights and Democratization" efter ophold i Venedig og Strasbourg. Han er advokat og har tidligere været ekstern lektor i internationale menneskerettigheder på Københavns Universitet.

## Samfundsdebattør
Han er en markant liberal debattør, hvor han har optrådt mange gange i tv, dagblade og liberale tidsskrifter. Han har menneskerettigheder som speciale og har blandt andet markeret sig som fortaler for fri hash, med kritik af den danske terrorlovgivning og af Dansk Folkepartis forslag om særforbud mod moskeer. Samtidig er han kendt for at stemme til højre for midten og advokere for, at de kulturelle, sociale og økonomiske rettigheder ikke bør betragtes på linje med de civile og politiske.
Mchangama fik Venstres frihedspris i 2013, Jyllands-Postens ytringsfrihedspris i 2015, kulturprisen Den Gyldne Grundtvig i 2016 og sammen med Frederik Stjernfelt Blixenprisen for årets indsats for ytringsfriheden i 2017. I 2019 blev han den første modtager af Hørups Debatpris, en ny pris indstiftet af dagbladet Politiken.
I 2021 var Mchangama en af dommerne i Rigsretssagen mod Inger Støjberg. Han var udpeget af partiet Venstre.